# 日本堕胎
在日本，因孕妇健康受到威胁、经济困难或强奸而造成的堕胎行为，在22周的期限内是允许的。日本刑法第29章规定，堕胎在该国是非法的，但法律的例外情况非常广泛，因此堕胎被广泛接受和实践。禁止堕胎的例外情况由《母体保护法》规定，如果怀孕是强奸的结果，或者由于身体或经济原因继续怀孕会危及母亲的健康，经批准的医生可以对妇女实施堕胎。任何未经妇女同意而试图堕胎的人(包括医生)都将被起诉。如果妇女已婚，出于社会经济原因，堕胎也需要得到其配偶的同意，但如果她的婚姻破裂、遭受虐待或其他家庭问题，这条规定就不适用。维权人士表示，尽管未婚女性和被虐待伴侣或强奸而怀孕的女性不需要配偶的同意，但许多医生和医疗机构仍要求获得被认为使妇女怀孕的男性的签名，因为他们担心会惹上法律麻烦。
2023年4月，日本批准对妊娠9周以内的妊娠进行药物流产。日本卫生部批准了英国制药公司Linepharma生产的堕胎药。接受药物流产的妇女必须住院接受医生开具的流产证明。任何其他使用堕胎药堕胎的人都将受到惩罚。
日本的保险不涵盖堕胎。据NHK报道，手术堕胎的费用大约在10万至20万日元之间；堕胎药和医疗咨询的总费用约为10万日元。

## 历史
1842年，日本幕府禁止江户境内的堕胎，但这项法律直到1869年才影响到日本其他地区，之后全国范围内开始禁止堕胎。然而，除非因通奸而怀孕，或妇女因堕胎手术而死亡，否则堕胎这种罪行很少受到惩罚。
据学者蒂安娜·诺根（Tiana Norgern）研究，明治政府的堕胎政策与江户时代相似，其根源在于日本人相信，人口众多将在国际舞台上产生更大的军事和政治影响力。1868年，明治天皇禁止助产士实施堕胎，1880年，日本第一部刑法典将堕胎定为犯罪。1907年刑法修订后，堕胎的惩罚变得更加严厉：堕胎的妇女最高可被判处一年监禁；堕胎者最高可被判处七年监禁。1907年的《刑事堕胎法》从技术上讲至今仍然有效，但其他立法已经推翻了它的效果。
1923年，医生获得法律许可，可以实施紧急堕胎以挽救母亲的生命；但在其他不太危及生命的情况下进行的堕胎仍会受到起诉。1931年，阿部矶尾成立了反堕胎法改革联盟 (Datai Hō Kaisei Kiseikai)，该联盟主张“妇女有权不生下她不想要的孩子，堕胎就是行使这项权利的一种方式”。该组织认为，在以下情况下堕胎应该合法化：遗传疾病的可能性很高；妇女贫困、接受公共救助或离婚；堕胎危及妇女健康；以及怀孕是因强奸导致的。1934年，第五次全日本妇女选举权大会起草决议，呼吁堕胎和避孕合法化。这并没有引起当时政府的任何立即反应，但战后，在起草堕胎合法化立法时参考了这些决议。
1940年，国家优生法没有明确规定堕胎合法，而是概述了医生实施堕胎必须遵循的一系列程序；这些程序包括征求第二意见和提交报告，但在紧急情况下可以忽略这些程序。这是一个艰巨而复杂的过程，许多医生不愿意处理，一些消息来源将1941年至1944年间堕胎率从18,000例下降到1,800例归因于这项立法。
第二次世界大战后，日本陷入人口危机。1946年，日本宣布有1000万人面临饥饿威胁，1945年至1950年间，日本人口增加了1100万。1948年，受壽產院命案影响，日本在特殊情况下允许堕胎。1948年颁布的《优生保护法》使日本成为首批将人工流产合法化的国家之一。1949年，该法通过了一项修订，规定在母亲遭受极端身体或经济困境的情况下可以堕胎。1952年又增加了一项规定，要求母亲达到贫困的经济标准才能堕胎。整部法律于1996年修订为《孕产妇健康保护法》。

## 统计数据
总体而言，2019年官方报告的堕胎总数为156,430例，比2000年报告的数量下降了56%。总体堕胎率从每1,000名15-39岁女性22.3例变为15.3例。再往前追溯，1980年有598,084例堕胎，1960年有1,063,256例。2019年，13岁及以下女孩报告的堕胎有49例，14-17岁女孩报告的堕胎有3,904例。20-24岁女性的堕胎约有39,805例。
据卫生部统计，2020年共实施了145,340例堕胎，比上年下降了7.3%。
据研究人员称，在99%以上的堕胎案例中，堕胎的原因是为了保护妇女的健康；这一比例在1975年至1995年期间保持不变。同样的研究人员还表示，虽然由于医生为了降低税费和保护患者身份而少报，官方数据可能低于真实的堕胎率，但趋势可能“相当准确”。

## 避孕措施
进行了一项情景研究，以评估在口服避孕药 (OC) 尚未合法用于计划生育且夫妇主要依赖避孕套的时期，如果更多女性使用OC，日本的意外怀孕率会发生多大变化。1994年日本全国计划生育调查提供的数据被用于构建全国避孕药具使用的情景。避孕方法的年度失败率和未使用率被应用于避孕药具使用情景，以获得每年避孕失败相关怀孕数量的估计值。随后，定义了假设OC使用率较高的避孕实践情况，并估计了每种情况下避孕失败相关怀孕数量的相关变化。结果显示，15%的OC使用率可使意外怀孕的预期数量减少13-17%，而25%的使用率可使意外怀孕的数量减少22-29%，50%的使用率可使意外怀孕的数量减少45-58%。这些发现对于所作假设的变化相当稳健。总而言之，日本OC使用率理论上每增加一个百分比，意外怀孕的数量就会减少大致相同的百分比。
口服避孕药于1999年合法化，紧急避孕药于2011年获得日本厚生劳动省批准。